# L'ultima missione (film 2008)
L'ultima missione (MR 73) è un film del 2008 diretto da Olivier Marchal.
Il film, sceneggiato dallo stesso regista, ex poliziotto, è basato su una storia vera e segna la seconda collaborazione tra Olivier Marchal e Daniel Auteuil, qui affiancato da Olivia Bonamy, dopo la fortunata esperienza nell'altro noir 36 Quai des Orfèvres (2004).
Il titolo originale MR 73 si riferisce al revolver Manurhin MR 73 in dotazione alla Polizia nazionale francese negli anni settanta.

## Trama
Louis Schneider è un poliziotto di Marsiglia divenuto alcolizzato in seguito al trauma per un incidente stradale a causa del quale la figlia è morta e la moglie giace tetraplegica in un letto d'ospedale. Un tempo abile investigatore, sta seguendo il caso di uno spietato serial killer; una sera, completamente ubriaco, arma in pugno, dirotta un autobus per farsi portare a casa.
Visto il suo ottimo stato di servizio e consapevoli del dramma che sta vivendo, i suoi superiori non lo denunciano ma gli tolgono il caso e l'arma d'ordinanza, e lo spostano a un servizio d'ufficio notturno. Schneider non si rassegna; in una sorta di ossessione, tra la lucidità dell'investigatore e l'offuscamento dell'alcol, continua a indagare. I rapporti con i colleghi corrotti si fanno complessi e la sua ostinazione aggrava ulteriormente la situazione.
Con arguzia risolve il caso del serial killer ma, essendo impossibilitato ad agire in prima persona, il collega che lui stesso ha convinto a concludere l'arresto rimane ucciso nell'operazione. I vertici della polizia insabbiano poi l'inchiesta per non compromettere la carriera del padre dell'omicida, futuro direttore aggiunto dei Servizi informativi francesi. Con la complicità della sua superiore ed ex amante Marie, cerca di formare delle nuove prove per dimostrare la colpevolezza del serial killer, ma è scoperto dal collega corrotto Kowalski, attuale compagno di lei e suo acerrimo nemico. Schneider dà in escandescenze e viene così rinchiuso a scontare la sua pena in un istituto psichiatrico.
Quando ne esce, l'unica persona che si è ricordata di lui è Justine, una ragazza che da venticinque anni è traumatizzata per aver perso in un doppio efferato omicidio i genitori per mano di un terribile assassino che ora, a sessantanove anni, è stato rimesso in libertà e l'ha minacciata. Schneider, avvicinato tempo prima dalla ragazza ora sola e incinta, era tra i poliziotti che parteciparono all'arresto di quell'uomo e si incarica di portare a termine un'ultima missione. Si procura il revolver del suo collega rimasto ucciso nel precedente caso e, dopo aver ucciso il collega corrotto Kowalski col calcio dell'arma, avuto dalla ex amante Marie l'indirizzo del vecchio serial killer, solo all'apparenza convertitosi alla fede, lo raggiunge e lo giustizia con un colpo di pistola alla testa. Si reca poi dalla moglie, nel frattempo aggravatasi ed incosciente, e la uccide per poi suicidarsi abbandonandosi sopra di lei in un ultimo abbraccio.
Justine, assistita dalla sorella con la quale si è riconciliata, dà alla luce un bambino e lo chiama Louis.

## Curiosità
- Nel film il protagonista Louis Schneider (Daniel Auteuil) guida una Volvo Amazon P 120 degli anni '60 perfettamente conservata e dotata di volante sportivo.